# Горно-Хырсово
Горно-Хырсово (болг. Горно Хърсово) — село в Благоевградской области Болгарии. Входит в состав общины Благоевград. Находится примерно в 6 км к востоку от города Благоевград. По данным переписи населения 2011 года, в селе  проживало 78 человек, преобладающая национальность — болгары.

## Население
| Год     | 1934 | 1946 | 1956 | 1965 | 1975 | 1985 | 1992 | 2001 | 2011 |
| ------- | ---- | ---- | ---- | ---- | ---- | ---- | ---- | ---- | ---- |
| Жителей | 713  | 692  | 677  | 233  | 154  | 81   | 131  | 115  | 78   |

|  |